# 前野与三吉
前野 与三吉（まえの よそきち、1889年（明治22年）5月31日 - 1975年（昭和50年）8月12日）は、日本の政治家。北海道旭川市長（3期）。

## 来歴
石川県石川郡松任町（のち松任市、現在の白山市）に生まれる。4歳の時に家族とともに北海道に渡る。20代で旭川で運送業を始める。その後、業界の中心人物となり、政治の道に進むことになる。1926年（大正15年）旭川市会議員に当選し、5期務める。また、北海道会議員に当選し、2期務める。
戦後の1947年（昭和22年）旭川市長の大塚守穂が公職追放により、辞職。同年6月旭川市長に就任する。4年後の1951年（昭和26年）の市長選挙では再選を目指したが、元衆議院議員の坂東幸太郎に敗れた。1953年（昭和28年）の第3回参議院議員通常選挙において全国区から無所属で立候補したが落選した。
1955年（昭和30年）の市長選挙に立候補し、現職の坂東を破り、旭川市長に復帰した。在任中に「大旭川建設計画実施計画」を策定し、(一)産業基盤の整備、(二)産業の高度化、(三)生活の高度化を重点目標として定めた。この計画は国の長期経済計画と北海道の総合開発計画に基づき、旭川地域の農業と山林の積極的開発とその活用による化学工業の振興を図り、これを基幹とする関連工業の育成強化により、内陸的大工業地帯の造成を目指した。他方、都市計画や交通通信計画や国土保全計画などにおいて、総合的な生産性の向上、経済力の発展増大と民間資本の蓄積による開発の促進や所得水準の向上に伴う住民生活の安定向上を図るものとした。
1959年（昭和34年）の市長選挙に自民党から立候補し、元衆議院議員の武田信之助や元社会党参議院議員の木下源吾（無所属）らを破り、再選した。2回目の市長は1963年（昭和38年）まで務めた。

## 栄典
- 1957年 - 藍綬褒章[3]
- 1964年 - 勲四等瑞宝章[8]、旭川市名誉市民[2]
- 1975年 - 正五位[9]